# Lijst van personen overleden in augustus 2020
Dit is een lijst van bekende personen die zijn overleden in augustus 2020.

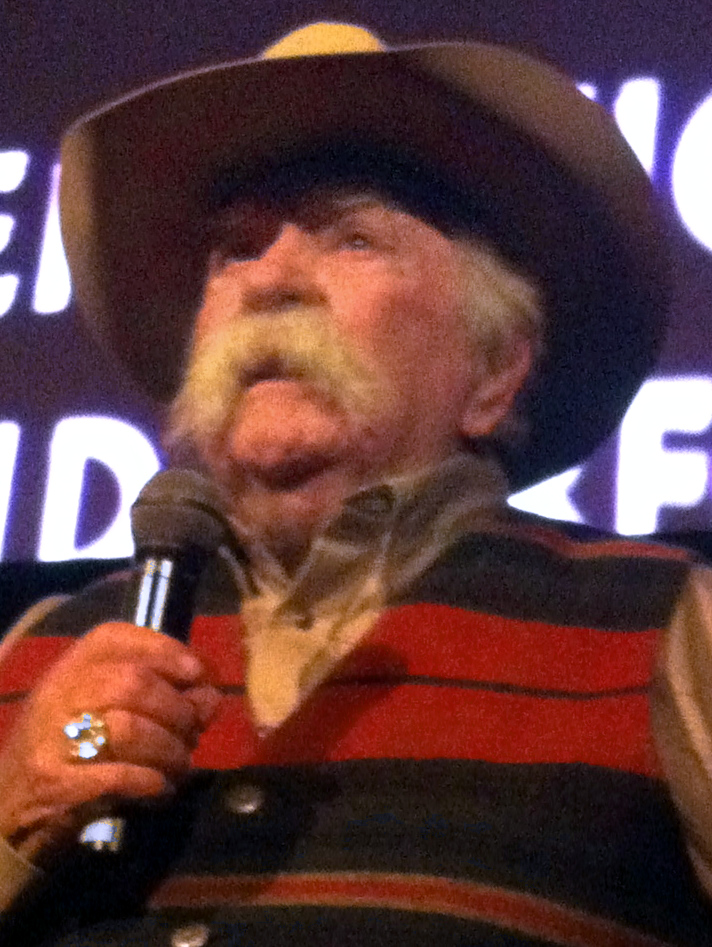
Wilford Brimley
1 augustus

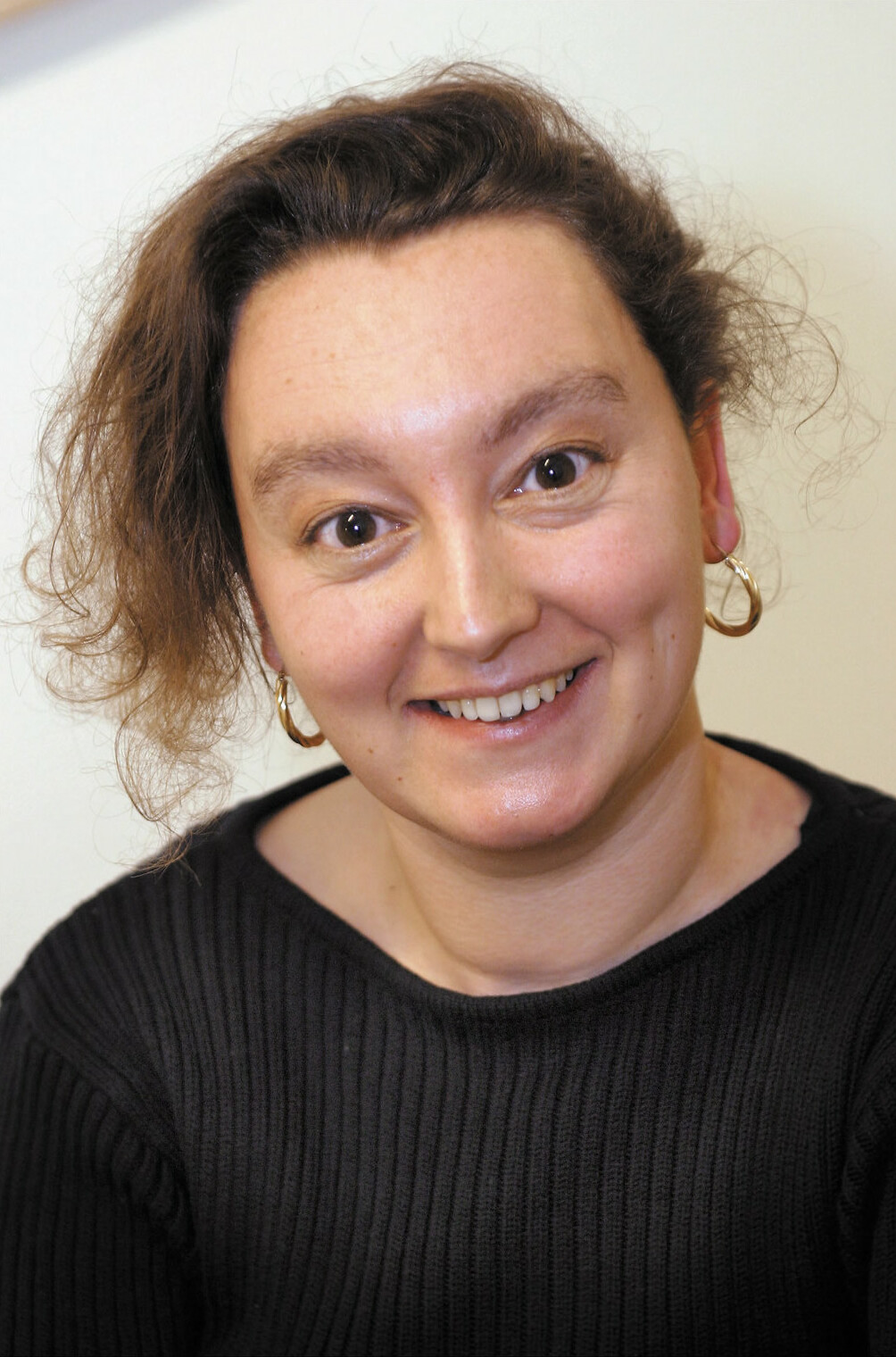
Kartika Liotard
1 augustus

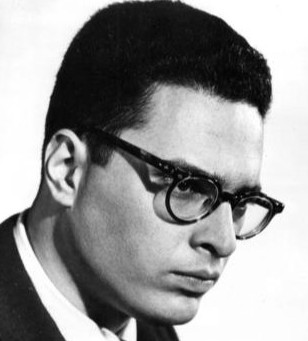
Leon Fleisher
2 augustus

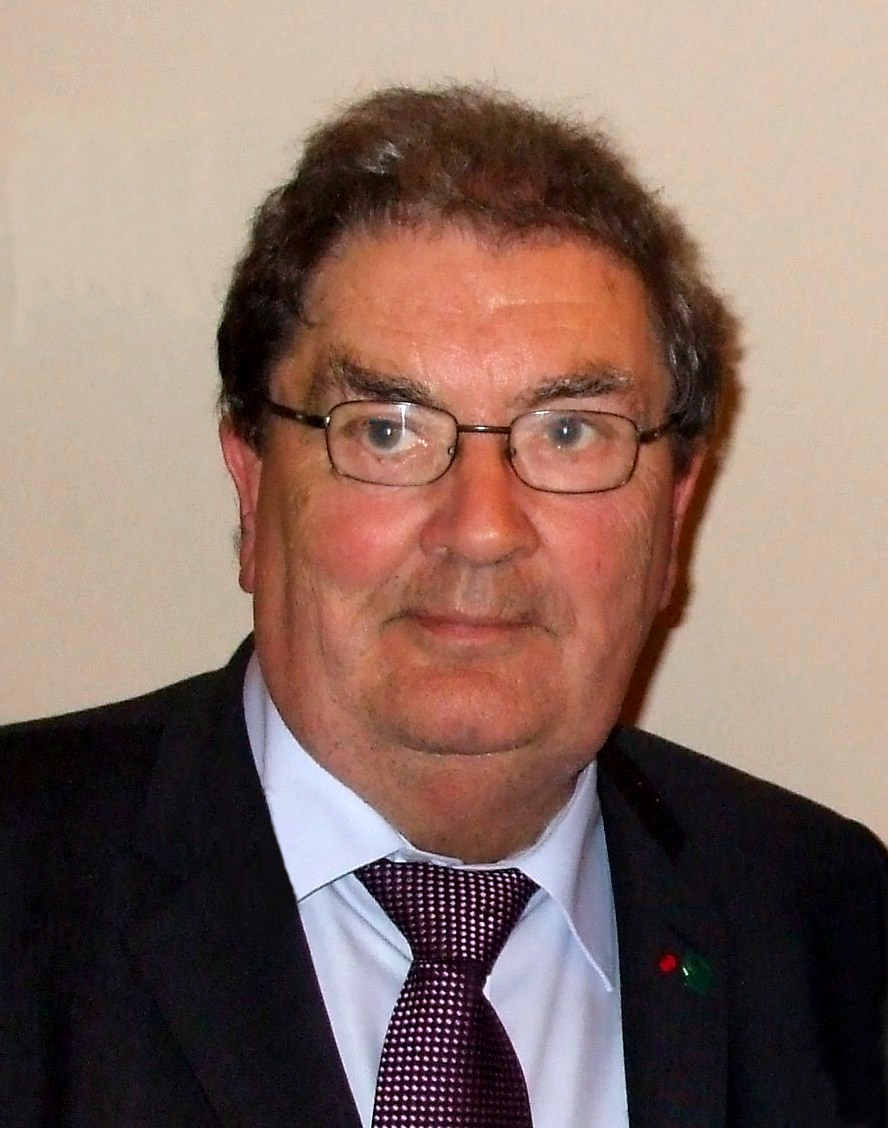
John Hume
3 augustus

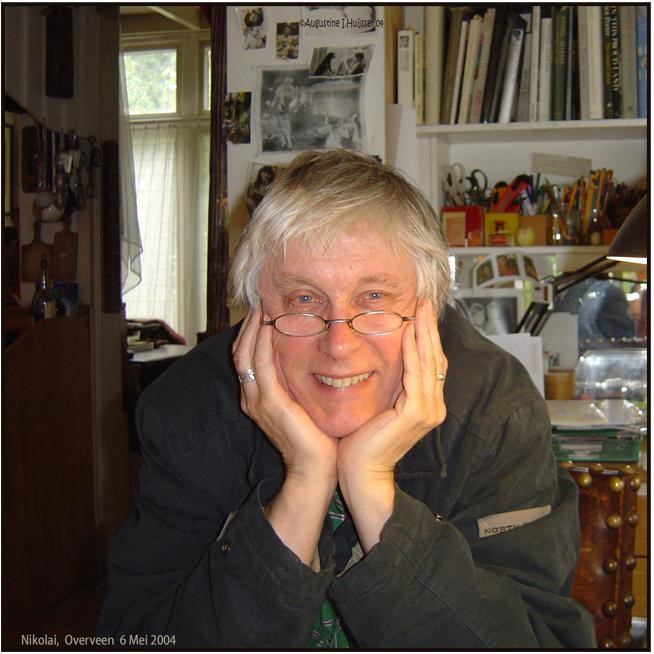
Nikolai van der Heyde
6 augustus

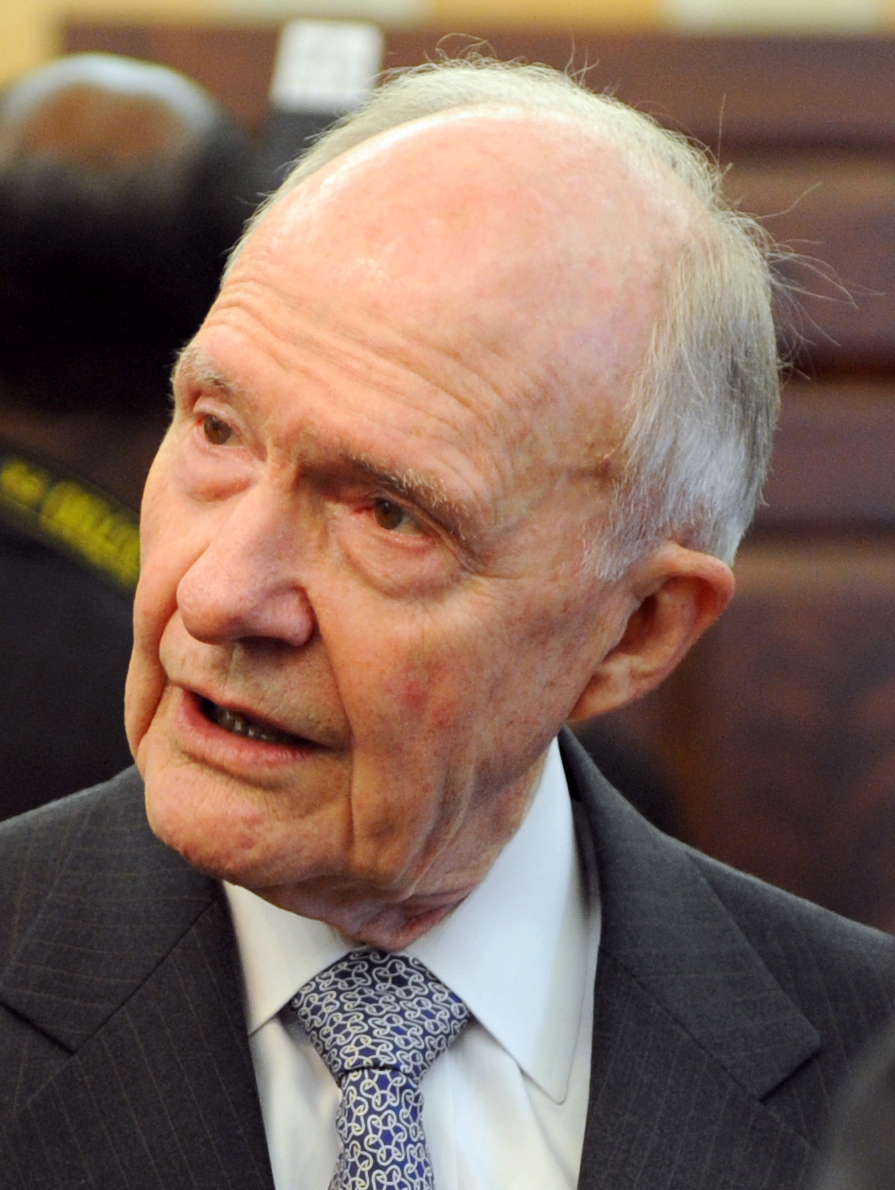
Brent Scowcroft
6 augustus

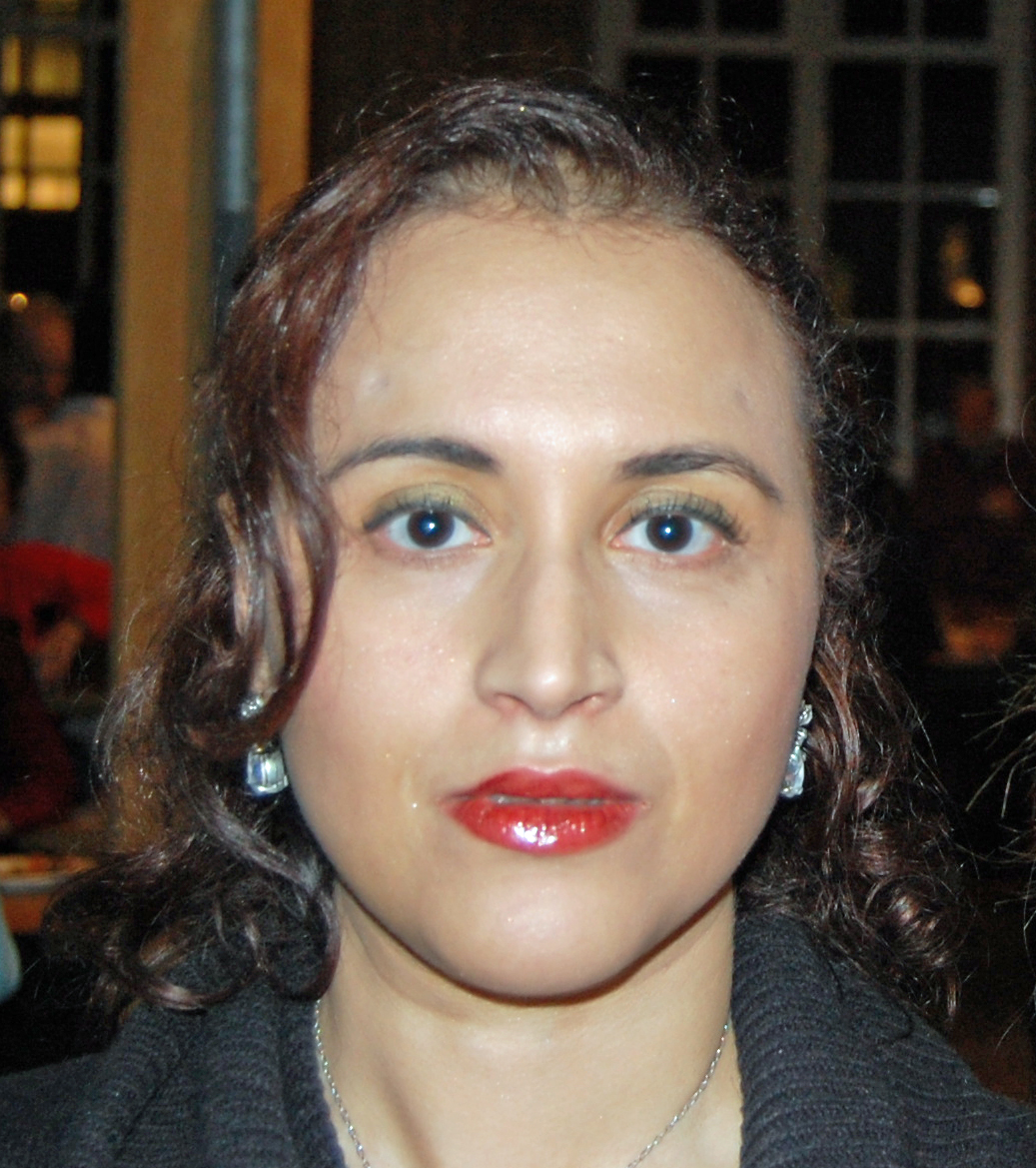
Naima El Bezaz
7 augustus

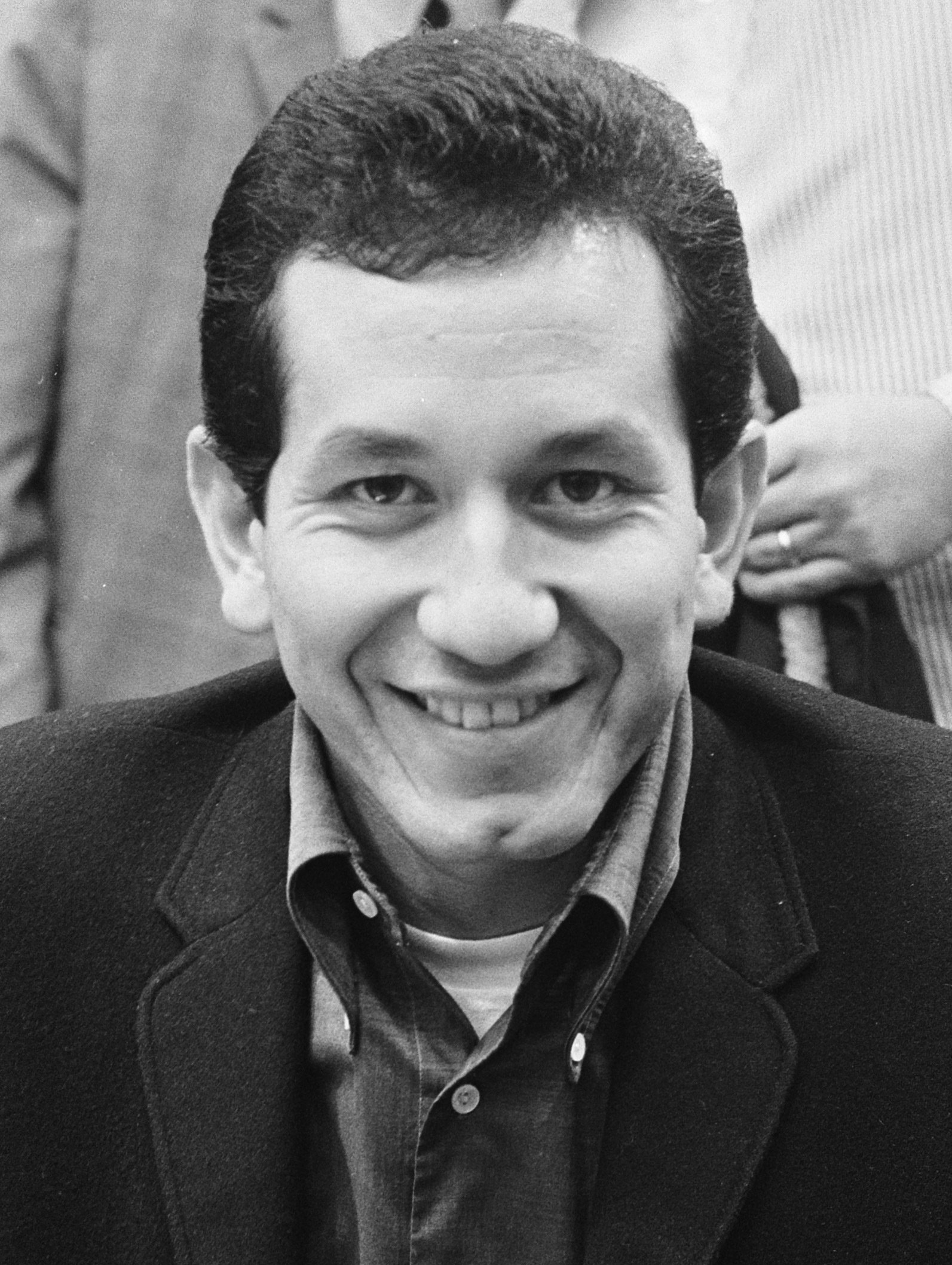
Trini Lopez
11 augustus

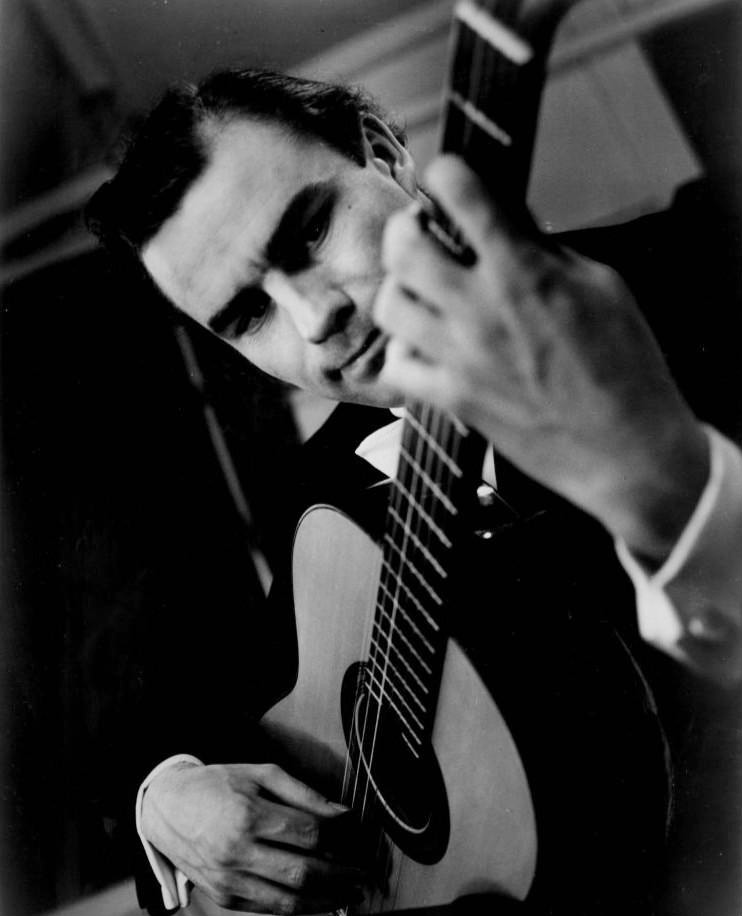
Julian Bream
14 augustus

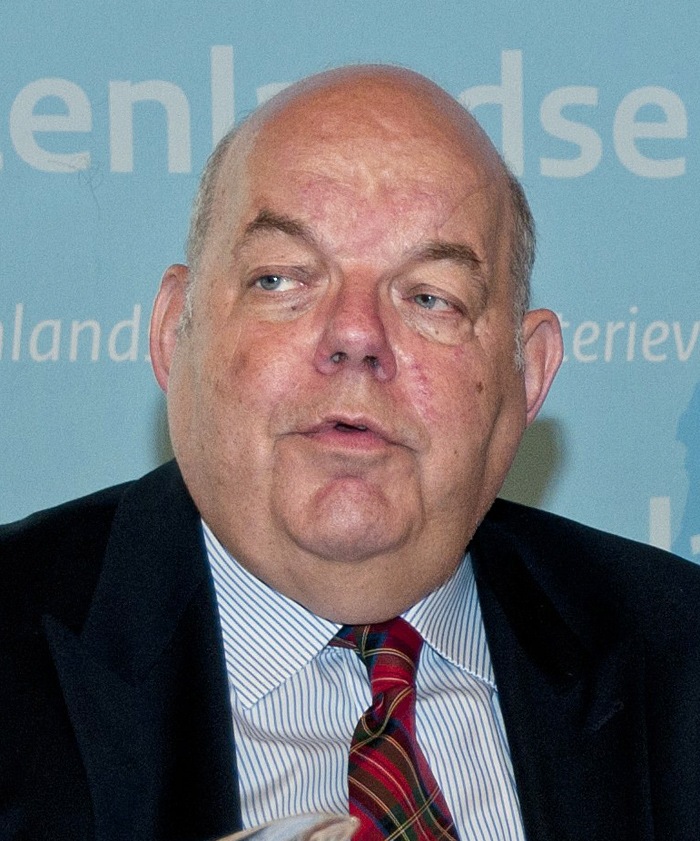
Arthur Docters van Leeuwen
14 augustus

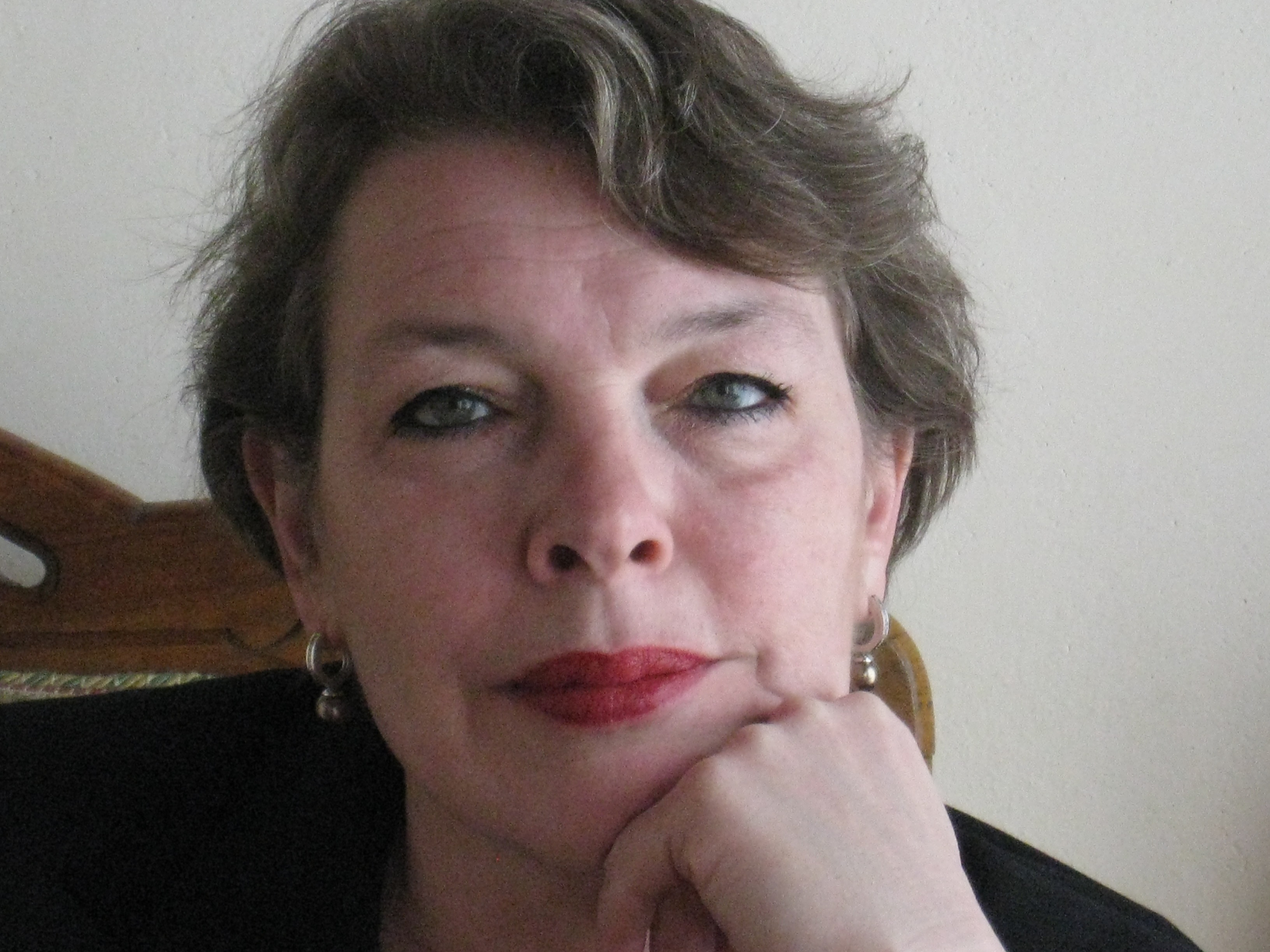
Liesbeth Koenen
19 augustus

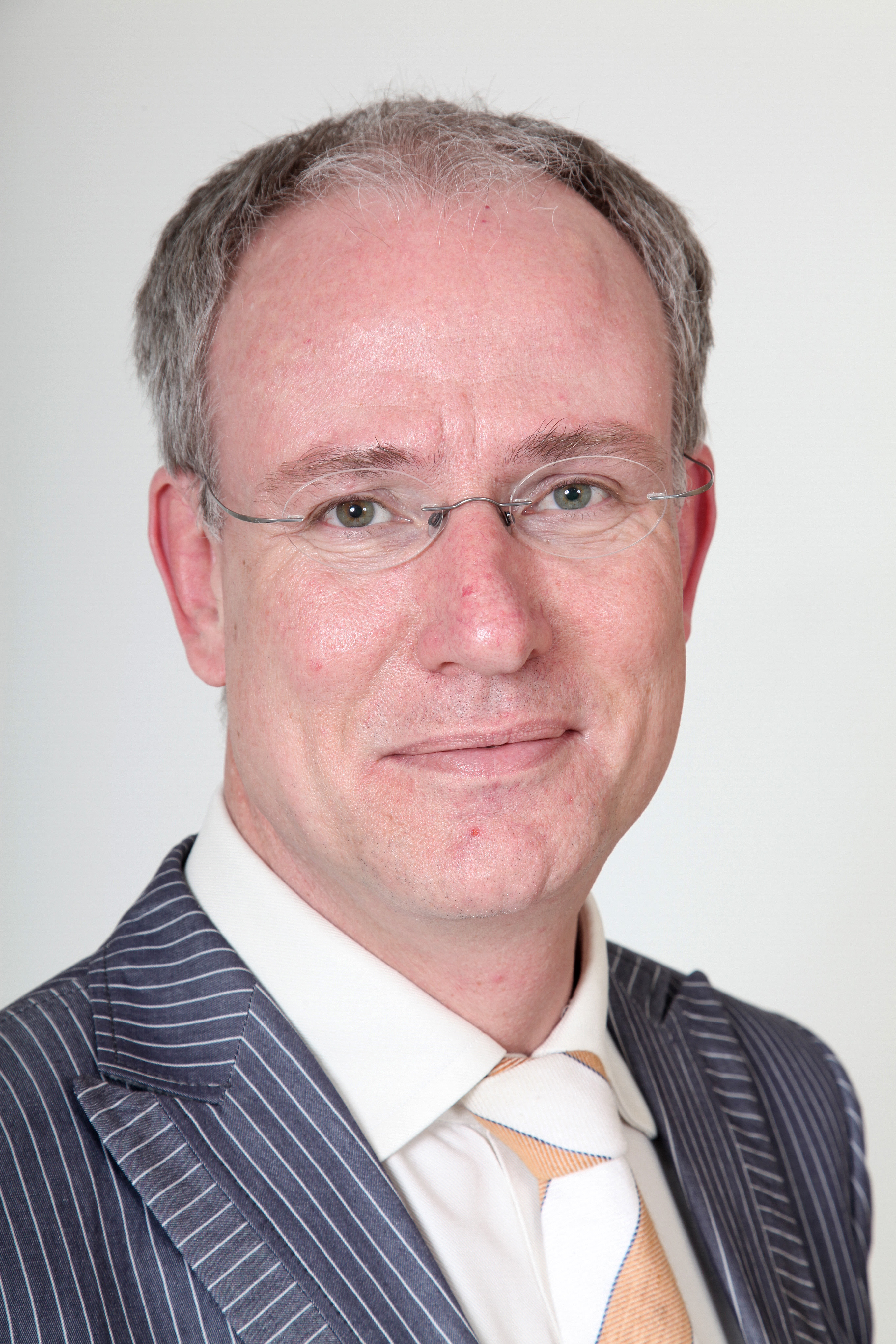
Atzo Nicolaï
19 augustus

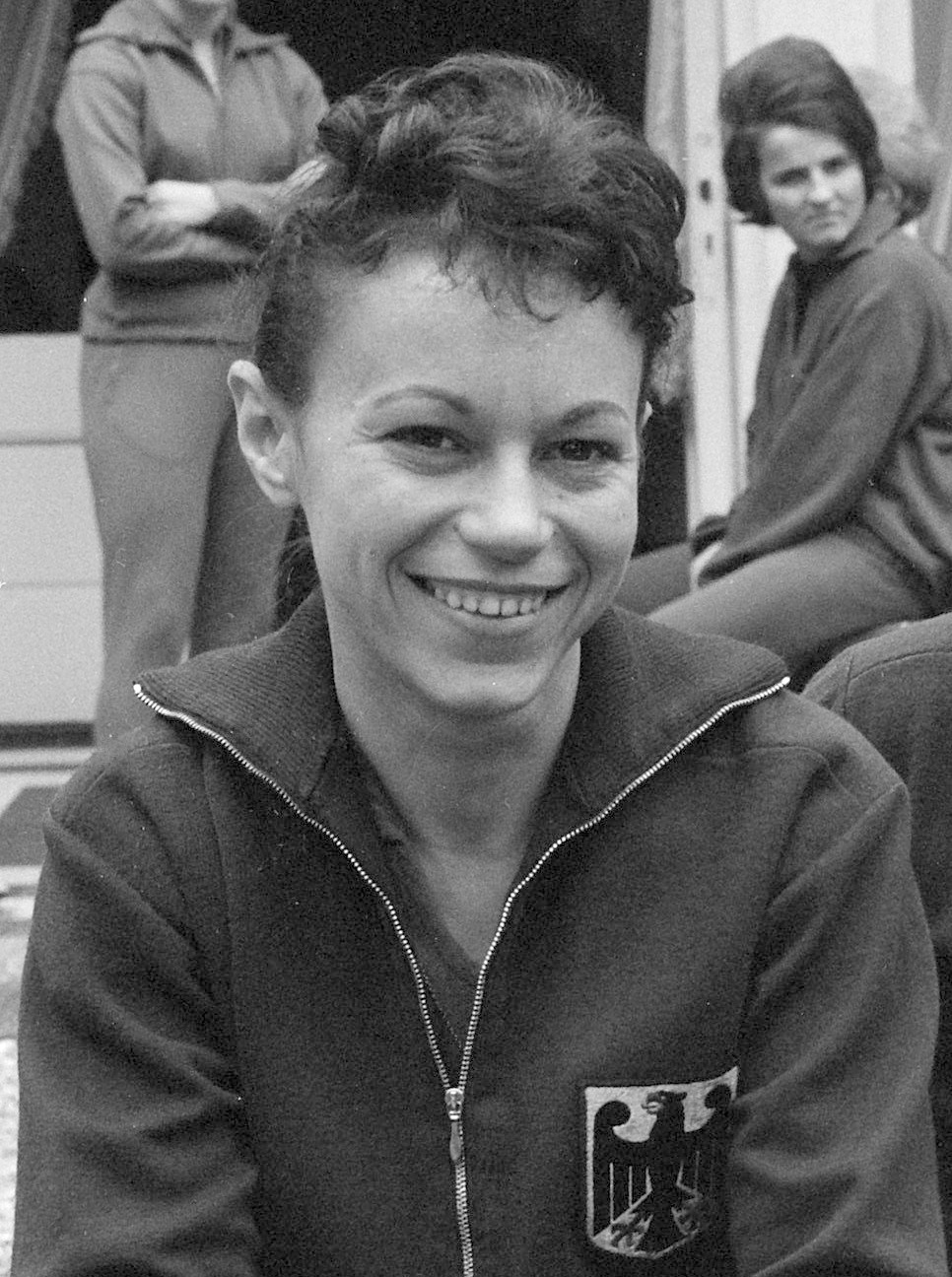
Ágnes Simon
19 augustus

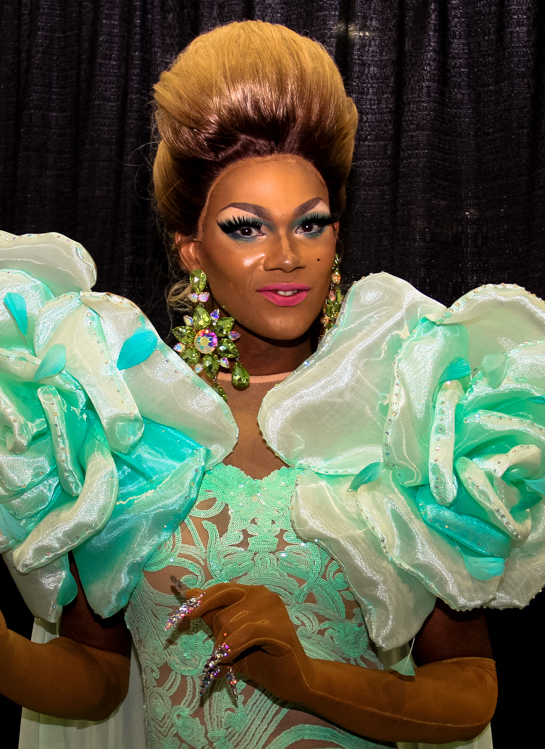
Chi Chi DeVayne
20 augustus

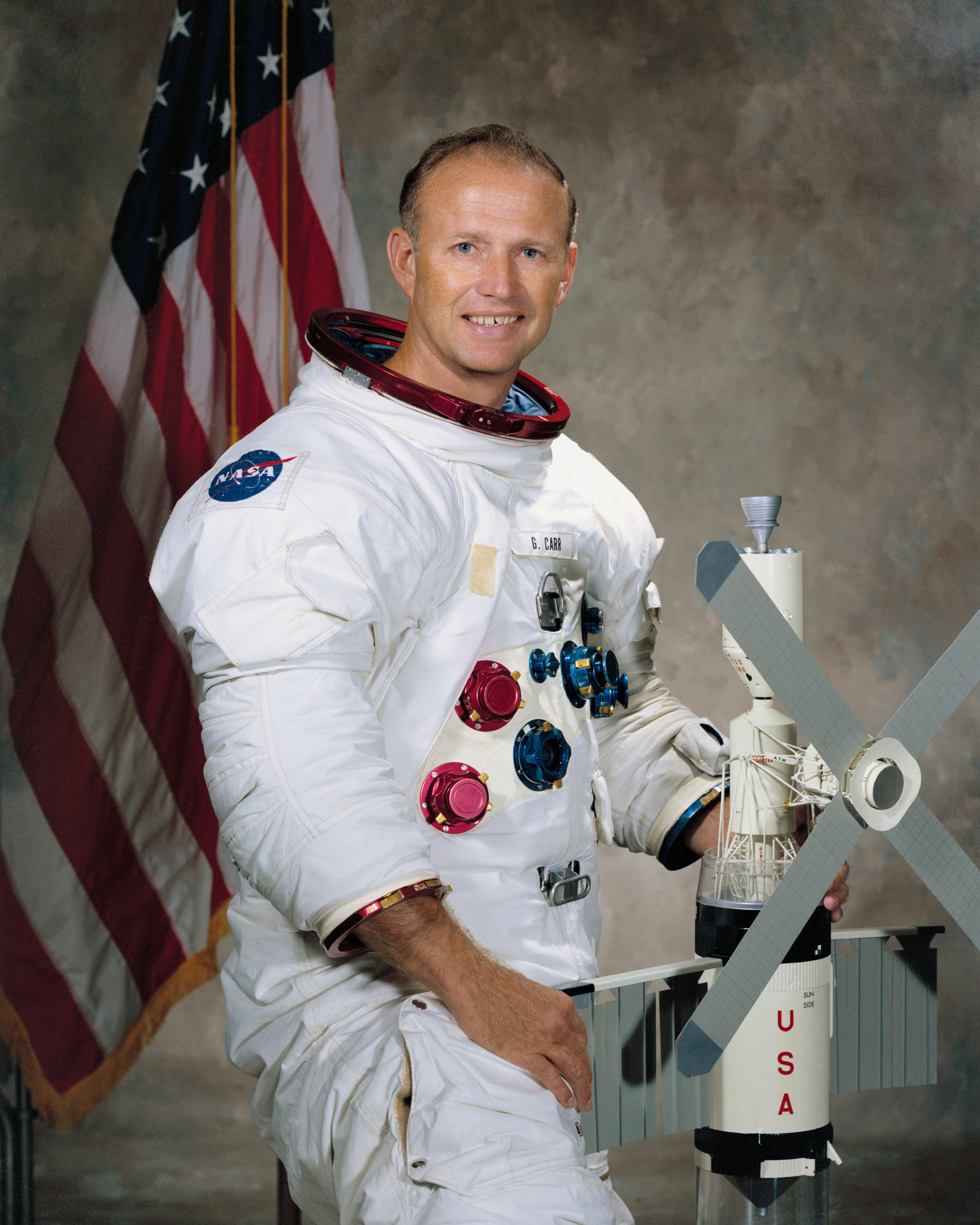
Gerald Carr
26 augustus

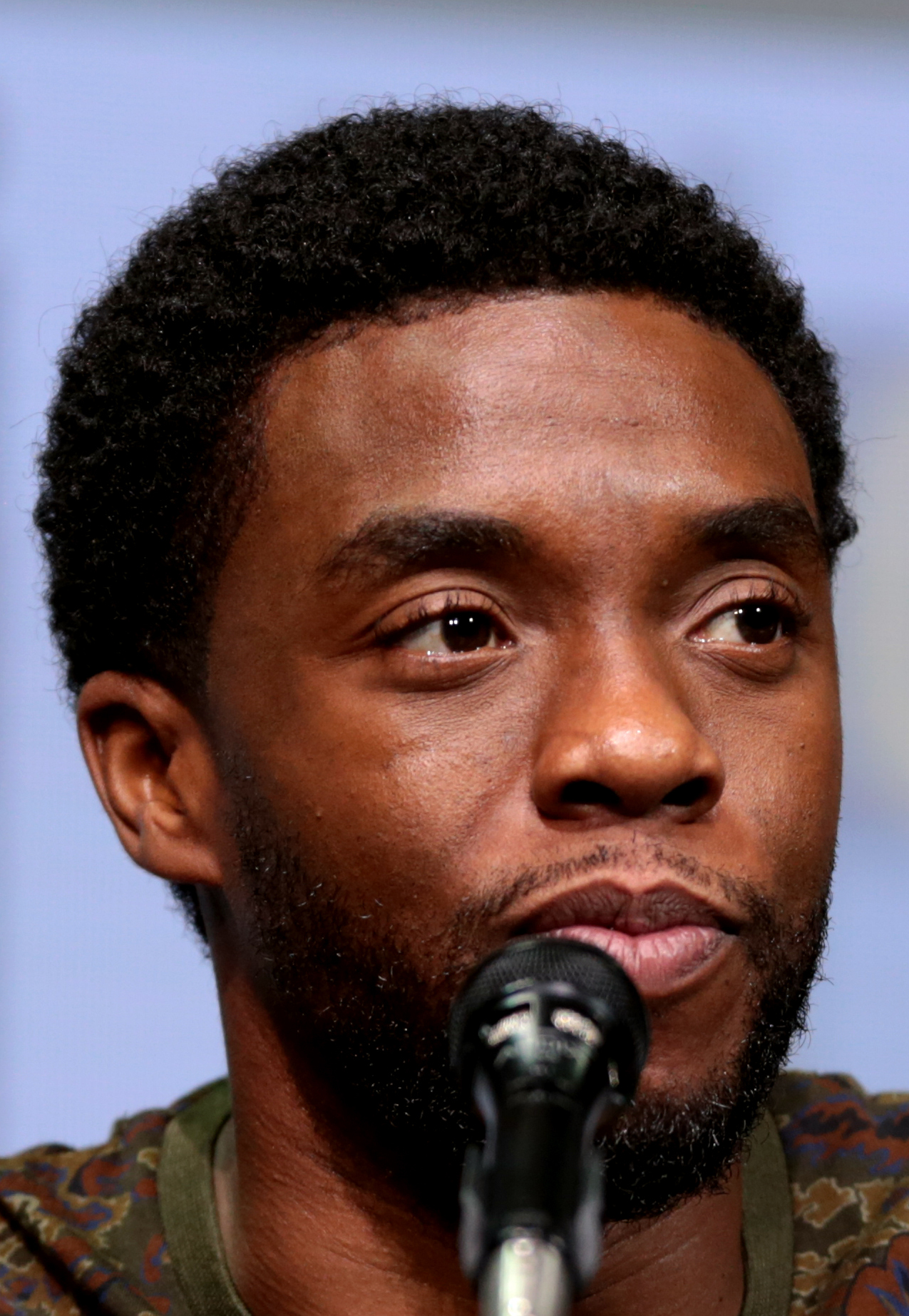
Chadwick Boseman
28 augustus

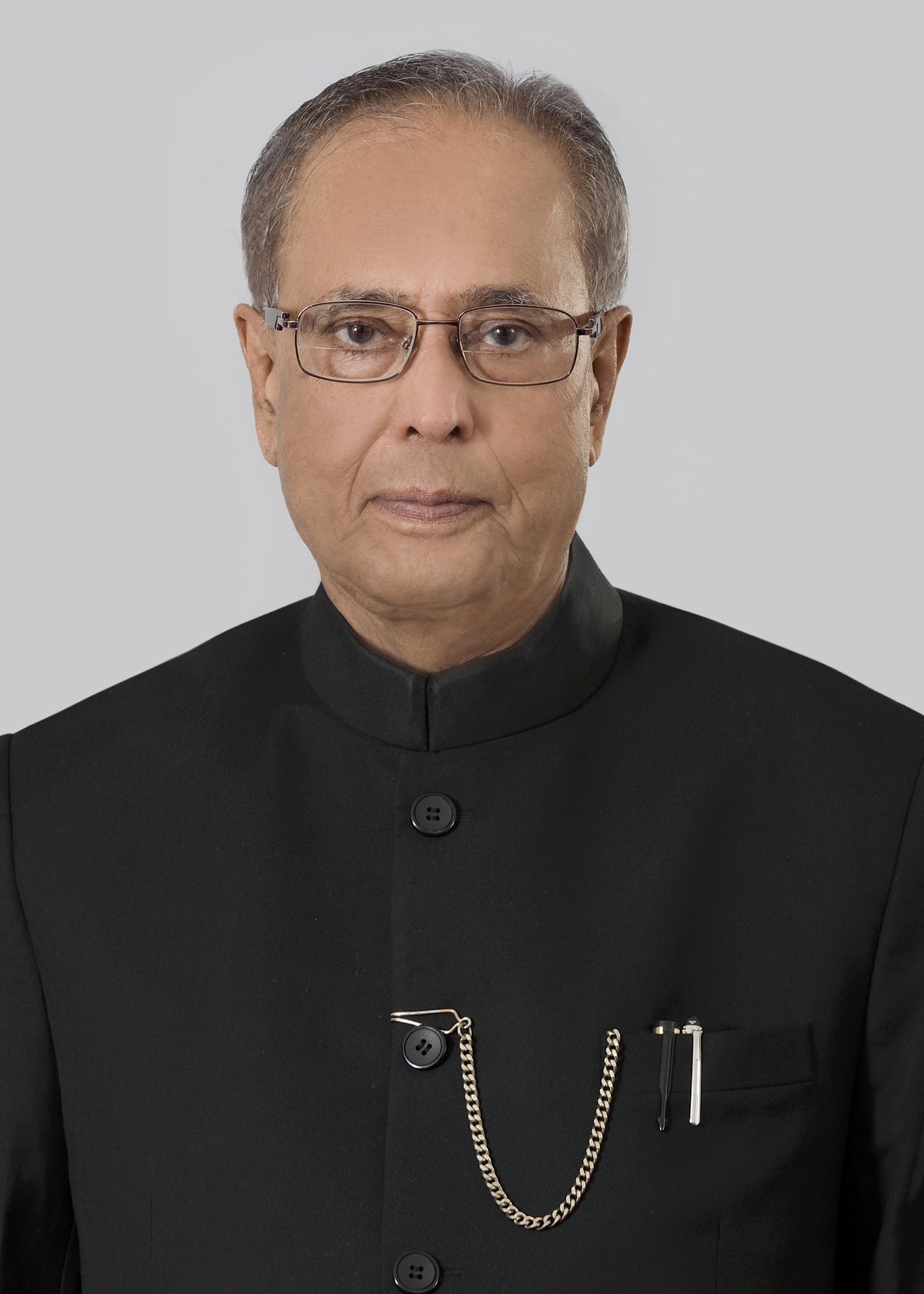
Pranab Mukherjee
31 augustus

| 1 | 2 | 3 | 4 | 5 | 6 | 7 | 8 | 9 | 10 | 11 | 12 | 13 | 14 | 15 | 16 | 17 | 18 | 19 | 20 | 21 | 22 | 23 | 24 | 25 | 26 | 27 | 28 | 29 | 30 | 31 |
| - | - | - | - | - | - | - | - | - | -- | -- | -- | -- | -- | -- | -- | -- | -- | -- | -- | -- | -- | -- | -- | -- | -- | -- | -- | -- | -- | -- |

### 1 augustus
- Wilford Brimley (85), Amerikaans acteur[1]
- Kartika Liotard (49), Nederlands politica[2]
- Rodney Pardey (75), Amerikaans pokerspeler[3]
- Tom Pollock (77), Amerikaans filmproducent[4]
- Reni Santoni (82), Amerikaans acteur[5]
- Hans Scheepmaker (69), Nederlands televisie- en filmregisseur en producent[6]

### 2 augustus
- Gregory Areshian (71), Amerikaans-Armeens archeoloog[7]
- Leon Fleisher (92), Amerikaans pianist en dirigent[8]

### 3 augustus
- Elizabeth van den Akker (87), Nederlands beeldend kunstenaar[9]
- Marietta Joanna Bouverne (111), oudste vrouw van Belgie[10]
- Ernesto Brambilla (86), Italiaans motor- en autocoureur[11]
- Shirley Ann Grau (91), Amerikaans schrijfster[12]
- John Hume (83), Noord-Iers politicus[13]
- Benito Juarez (86), Braziliaans dirigent[14]
- Roger De Pauw (99), Belgisch wielrenner[15]
- Adhe Tapontsang (88), Tibetaans dissidente[16]

### 4 augustus
- Frances E. Allen (88), Amerikaans informaticus[17]
- Brent Carver (68), Canadees acteur[18]
- Edgar Ilarde (85), Filipijns presentator en politicus[19]
- Ilse Uyttersprot (53), Belgisch politica[20]
- Wouter Van Lierde (57), Belgisch acteur[21]

### 5 augustus
- Agathonas Iakovidis (65), Grieks zanger[22]
- Jorna Spapens (58), Nederlands styliste en presentatrice[23]
- Ivanka Vancheva (66), Bulgaars speerwerpster[24]

### 6 augustus
- Ger Copper (67), Nederlands goochelaar[25]
- Toos Faber-de Heer (91), Nederlands journalist[26]
- Wayne Fontana (74), Brits zanger[27]
- Nikolai van der Heyde (84), Nederlands regisseur en schrijver[28]
- Joke Kersten (76), Nederlands politicus en bestuurder[29]
- Brent Scowcroft (95), Amerikaans luitenant-generaal en regeringsadviseur[30]
- Bernard Stiegler (68), Frans filosoof[31]

### 7 augustus
- Paul Dokter (59), Nederlands zanger en songwriter[32]
- Naima El Bezaz (46), Nederlands schrijfster[33]
- Ruth Gassmann (85), Duits actrice, zangeres en regieassistent[34]
- Wilbert McClure (81), Amerikaans bokser[35]
- Jean Stewart (89), Nieuw-Zeelands zwemster[36]

### 8 augustus
- Bert Laeyendecker (90), Nederlands socioloog[37]
- Alfredo Lim (90), Filipijns politicus[38]
- Gabriel Ochoa Uribe (90), Colombiaans voetballer[39]
- Alan Peters (55), Amerikaans bassist[40]
- Konrad Steffen (68), Zwitsers glacioloog[41]

### 9 augustus
- Martin Birch (71), Brits  muziekproducent en geluidstechnicus[42]
- James Harris (70), Amerikaans professioneel worstelaar[43]
- Calaway H. Dodson (91), Amerikaans botanicus[44]
- Kurt Luedtke (80), Amerikaans scenarioschrijver en journalist[45]
- Franca Valeri (100), Italiaans actrice[46]
- Laurent Vicomte (64), Frans stripauteur[47]

### 10 augustus
- Raymond Allen (91), Amerikaans televisieacteur[48]
- Dieter Krause (84), Duits kanovaarder[49]

### 11 augustus
- Gordon J. Brand (65), Brits  golfspeler[50]
- Sixto Brillantes jr. (80), Filipijns advocaat[51]
- Russell A. Kirsch (91),  Amerikaans computerwetenschapper en ontwikkelaar[52]
- Trini Lopez (83), Amerikaans zanger[53]
- Sumner Redstone (97), Amerikaans mediatycoon en ondernemer[54]
- Michel Van Aerde (86), Belgisch wielrenner[55]

### 12 augustus
- Francis Bulhof (89), Nederlands hoogleraar[56]
- Don Edmunds (89), Amerikaans autocoureur[57]
- Ellis Faas (58), Nederlands visagiste[58]
- Mary Hartline (92), Amerikaans actrice[59]
- Hans Knol (93), Nederlands econoom[60]
- Scott Mori (78), Amerikaans botanicus[61]
- Jan Schrooten (82), Belgisch kanunnik en kapelmeester[62]
- Jon Sistermans (75), Nederlands kok[63]

### 13 augustus
- Steve Grossman (69), Amerikaans saxofonist[64]
- Corrie Hafkamp (90), Nederlands kinderboekenschrijfster[65]
- Luchita Hurtado (99), Amerikaans-Venezolaans schilderes[66]
- Dorus van der Linden (78), Nederlands decorontwerper[67]

### 14 augustus
- Julian Bream (87), Brits gitarist en luitspeler[68]
- Angela Buxton (85), Brits tennisspeelster[69]
- Arthur Docters van Leeuwen (75), Nederlands jurist en topambtenaar[70]
- Linda Manz (58), Amerikaans actrice[71]

### 15 augustus
- Stuart Christie (74), Brits anarchist en schrijver[72]
- Robert Trump (71), Amerikaans ondernemer[73]
- Luk Van Mello (69), Belgisch acteur[74]
- Henk Wullems (84), Nederlands voetbaltrainer[75]

### 16 augustus
- Tommy Carroll (77), Iers voetballer[76]
- Georg Volkert (74), Duits voetballer[77]

### 17 augustus
- Mário de Araújo Cabral (86),  Portugees autocoureur[78]
- Nina Kraft (51), Duits  triatlete[79]
- Claude Laverdure (73), Belgisch striptekenaar[80]

### 18 augustus
- Richard Biefnot (71), Belgisch politicus[81]
- Ben Cross (72), Brits acteur[82]
- Soeki Irodikromo (75), Surinaams kunstenaar[83]
- Jack Sherman (64), Amerikaans gitarist[84]
- Han Woerdman (77), Nederlands natuurkundige en hoogleraar[85]

### 19 augustus
- François van Hoobrouck d'Aspre (86), Belgisch politicus[86]
- Liesbeth Koenen (62), Nederlands taalkundige en journalist[87]
- Atzo Nicolaï (60), Nederlands politicus[88]
- Ágnes Simon (85), Hongaars-Duits tafeltennisspeelster[89]

### 20 augustus
- Frankie Banali (68), Amerikaans drummer[90]
- Chi Chi DeVayne (34), Amerikaans dragqueen[91]
- Sjef van Duffelen (73), Nederlands voetballer[92]
- Ellen van Hoogdalem-Arkema (76), Nederlands politica[93]

### 21 augustus
- Ken Robinson (70), Brits auteur en onderwijsexpert[94]
- Tomasz Tomiak (52), Pools roeier[95]
- Jacques Visschers (79), Nederlands voetballer[96]

### 22 augustus
- Jan D. Achenbach (85), Nederlands-Amerikaans professor technische wetenschappen[97]
- Walter Lure (71), Amerikaans gitarist[98]
- Leo Meulenberg (84), Nederlands theoloog en kerkhistoricus[99]
- Ulla Pia (75), Deens zangeres[100]
- Allan Rich (94), Amerikaans acteur[101]

### 23 augustus
- Benny Chan (58), Hongkongs filmregisseur, producent en scenarioschrijver[102]
- Rolf Gohs (86), Ests-Zweeds striptekenaar en illustrator[103]
- Lori Nelson (87), Amerikaans actrice[104]
- Justin Townes Earle (38), Amerikaans zanger, muzikant en songwriter[105]

### 24 augustus
- Robbe De Hert (77), Belgisch filmregisseur[106]
- Pascal Lissouba (88), Congolees staatsman[107]
- Jean Mauriac (96), Frans schrijver en journalist[108]
- Vergillio Rebin (31), Surinaams politicus en omroeper[109]
- Gail Sheehy (83), Amerikaans auteur en journalist[110]
- Wolfgang Uhlmann (85), Duits schaker[111]
- Paul Wolfisberg (87), Zwitsers voetballer en bondscoach[112]

### 25 augustus
- Cora Canne Meijer (91), Nederlands operazangeres[113]
- Itaru Oki (78), Japans jazztrompettist en -kornettist[114]
- Arnold Spielberg (103), Amerikaans elektrotechnisch ingenieur[115]

### 26 augustus
- Gerald Carr (88),  Amerikaans ruimtevaarder[116]
- Caesar Cordova (84), Amerikaans acteur[117]
- Oscar Cruz (85), Filipijns aartsbisschop[118]
- André-Paul Duchâteau (95), Belgisch stripscenarist[119]
- Joe Ruby (87), Amerikaans animator, tv-redacteur, schrijver en producer[120]
- Dirk Mudge (92), Namibisch politicus[121]
- Els Veder-Smit (98), Nederlands politica[122]

### 27 augustus
- Claude De Bruyn (76), Belgisch militair en televisiepresentator[123]
- Joseph James (80), Amerikaans professioneel worstelaar[124]

### 28 augustus
- Bart de Boer (69), Nederlands manager[125]
- Chadwick Boseman (43), Amerikaans acteur, filmproducent, filmregisseur en scenarioschrijver[126]
- Catherine d'Ovidio (61), Frans bridgespeelster[127]
- Antoinette Spaak (92), Belgisch politica[128]

### 29 augustus
- Cliff Robinson (53), Amerikaans basketballer[129]
- Jürgen Schadeberg (89), Zuid-Afrikaans fotograaf[130]

### 30 augustus
- Virginia Bosler (93), Amerikaans actrice[131]
- John Felagha (26), Nigeriaans voetballer[132]
- Hielke Nauta (88), Nederlands burgemeester[133]

### 31 augustus
- Nina Botsjarova (95),  Oekraïens turnster[134]
- Piet Bultiauw (92), Belgisch atleet[135]
- Fritz d'Orey (82), Braziliaans autocoureur[136]
- Pranab Mukherjee (84), Indiaas politicus[137]

januari ·
februari ·
maart ·
april ·
mei ·
juni ·
juli ·
augustus ·
september ·
oktober ·
november ·
december
1900 ·
1901 ·
1902 ·
1903 ·
1904 ·
1905 ·
1906 ·
1907 ·
1908 ·
1909 ·
1910 ·
1911 ·
1912 ·
1913 ·
1914 ·
1915 ·
1916 ·
1917 ·
1918 ·
1919 ·
1920 ·
1921 ·
1922 ·
1923 ·
1924 ·
1925 ·
1926 ·
1927 ·
1928 ·
1929 ·
1930 ·
1931 ·
1932 ·
1933 ·
1934 ·
1935 ·
1936 ·
1937 ·
1938 ·
1939 ·
1940 ·
1941 ·
1942 ·
1943 ·
1944 ·
1945 ·
1946 ·
1947 ·
1948 ·
1949 ·
1950 ·
1951 ·
1952 ·
1953 ·
1954 ·
1955 ·
1956 ·
1957 ·
1958 ·
1959 ·
1960 ·
1961 ·
1962 ·
1963 ·
1964 ·
1965 ·
1966 ·
1967 ·
1968 ·
1969 ·
1970 ·
1971 ·
1972 ·
1973 ·
1974 ·
1975 ·
1976 ·
1977 ·
1978 ·
1979 ·
1980 ·
1981 ·
1982 ·
1983 ·
1984 ·
1985 ·
1986 ·
1987 ·
1988 ·
1989 ·
1990 ·
1991 ·
1992 ·
1993 ·
1994 ·
1995 ·
1996 ·
1997 ·
1998 ·
1999 ·
2000 ·
2001 ·
2002 ·
2003 ·
2004 ·
2005 ·
2006 ·
2007 ·
2008 ·
2009 ·
2010 ·
2011 ·
2012 ·
2013 ·
2014 ·
2015 ·
2016 ·
2017 ·
2018 ·
2019 ·
2020 ·
2021 ·
2022 ·
2023 ·
2024 ·
2025